# TD Garden
Le TD Garden (auparavant Shawmut Center et FleetCenter) est une salle omnisports située dans le quartier de West End à Boston au Massachusetts, aux États-Unis. Elle porte le nom de son sponsor, la société TD Bank, une filiale américaine de la Banque Toronto-Dominion.
Depuis 1995, c'est le domicile des Celtics de Boston de la National Basketball Association (ou NBA) et des Bruins de Boston de la Ligue nationale de hockey. De 1996 à 1997, une équipe de crosse en enclos de la National Lacrosse League du nom de Boston Blazers avait évolué dans cette salle. C'est en 2009 que la NLL fait son retour à Boston avec la création d'une nouvelle franchise qui porte également le nom de Boston Blazers.
Le Garden organise de nombreuses manifestations avec notamment chaque année le tournoi Beanpot (tournoi de hockey entre quatre universités bostoniennes), les finales du Hockey East, des concerts, ainsi que des remises de diplômes universitaires. L'arène fut le théâtre de la Convention nationale démocrate en juillet 2004. Sa capacité est de 18 624 places pour le basket-ball, 17 565 pour le hockey sur glace et 19 580 places au maximum. Elle dispose aussi de 1 100 sièges de club et 90 suites de luxe.
Le Garden est l'un des rares arénas de la LNH avec le Madison Square Garden de New York à employer actuellement un enregistrement audio comme sirène des buts, contrairement aux autres amphithéâtres qui sont équipés d'avertisseurs à air pour signaler les buts de leurs équipes respectives.

## Histoire

### Construction
Sa construction a commencé en mai 1993 pour remplacer le vétuste Boston Garden. Tout comme son prédécesseur, le TD Garden est construit au-dessus de North Station, l'une des principales gares de Boston. Initialement baptisée Shawnut Center, l'arène a changé de nom avant même son inauguration. Du fait de la fusion entre les banques Shawnut et Fleet, l'enceinte, qui a coûté 160 millions de dollars, se nommait FleetCenter à son ouverture le 30 septembre 1995. En 1995, FleetBoston acheta les droits d'appellation 30 millions de dollars pour 15 ans.

### Nom
Le 1er avril 2004, la banque Fleet est rachetée par le groupe Bank of America. Plutôt que de payer pour rebaptiser le FleetCenter (un seul changement de nom avait été négocié lors de la construction), Bank of America préfère se sortir du contrat avec Delaware North Companies, propriétaire de l'arène. Au début de l'année 2005, tout en recherchant toujours un commanditaire à long terme, le FleetCenter proposait des enchères sur eBay pour vendre des droits d'appellation sur une journée. Du 10 février au 13 mars, le FleetCenter a eu plus de 30 noms différents. Le montant net de 150,633 $.22 récupéré pendant l'enchère a été donné aux œuvres de charité de la région de Boston. Le 3 mars 2005, les droits sont donc vendus à un autre commanditaire, TD Banknorth (une filiale américaine de la Banque Toronto-Dominion), qui décide de nommer l'enceinte TD Banknorth Garden, avec l'espoir de recréer le lien affectif qu'entretenaient les Bostoniens avec leur Garden. Le nom est officiellement devenu TD Banknorth Garden le 1er juillet 2005.
En avril 2008, la société "TD Banknorth" est devenue la "TD Bank, N.A.", après une fusion avec Commerce Bancorp. Le 15 avril 2009, Delaware North Companies annonça que le bâtiment serait rebaptisé TD Garden en juillet 2009. Le 16 juillet 2009, la salle est officiellement renommée.

### Utilisation
Depuis son inauguration en 1995, plus de 24 millions de personnes sont venus au Garden pour voir jouer les célèbres locataires que sont les Bruins et les Celtics, ainsi que des concerts de renommée mondiale, des manifestations sportives, du catch, et beaucoup plus encore. Chaque année, le Garden organise jusqu'à 200 manifestations publiques et accueille plus de 3,5 millions de visiteurs.
Le TD Garden est une arène entièrement équipée avec trois restaurants privés (Banners, Legends et The Premium Club restaurants), 90 suites, 1100 sièges de club, et un tableau d'affichage central vidéo (Garden HDX) de plusieurs millions de dollars[réf. nécessaire].

### Rénovations
Au cours de l'été 2006, le Garden a subi un changement de look complet. L'ajout de The Premium Club's SportsDeck et The Boardroom, de nouvelles concessions et de boutiques, un nouveau bar dans le niveau 4 intitulé The Hub et la rénovation des suites sont parmi les nombreuses améliorations effectuées à la construction. C'est durant cette période que le nouveau tableau d'affichage (Garden HDX) fut installé, il est capable de diffuser en haute définition grâce à ses 4 écrans géants, le premier du genre dans une arène sportive.
Le TD Garden est une des trois arènes NBA (Target Center de Minneapolis et Amway Arena de Orlando) avec un sol en parquet. Les Celtics sont les mieux connus pour la tradition du parquet.

### Équipements
Tout comme le Boston Garden avant lui, le TD Garden est construit au-dessus de la North Station de Boston, une plaque tournante du transport. La zone d'attente du train de banlieue devient bondée pendant les événements à cause de cette conception : les fans partageaient une zone relativement petite avec les passagers du train et plusieurs commerces de restauration rapide. (Il y a un grand hall au deuxième étage d'une taille équivalente à celle du hall principal du rez-de-chaussée, mais il n'est utilisé que comme voie d'entrée pour la salle de sports). Des travaux d'extension du hall de la gare du Nord ont pris fin au début de 2007. Le nouveau hall de gare, plus vaste, offre aux passagers des chemins de fer une zone d'attente qui n'interfère pas avec les usagers entrant ou sortant du Garden.
Les liaisons avec la ligne verte et la ligne orange sont situées près de l'entrée Est du Garden. La Ligne verte circulait précédemment sur un passage aérien en face de l'immeuble: toutefois, un tunnel pour cette ligne a été achevé en 2004. (Le plan initial était de démonter les rails avant la convention nationale du parti démocrate de 2004, mais finalement les voies ont été volontairement laissées en place durant la convention, pour servir de plateforme pour les forces de sécurité). Cette voie aérienne a été démolie depuis.

## Événements
- 46e Match des étoiles de la Ligue nationale de hockey, 20 janvier 1996
- Beanpot, depuis 1996
- Championnat NCAA de hockey sur glace (Frozen Four), 1998 et 2004
- WrestleMania XIV, 29 mars 1998
- Repêchage d'entrée dans la LNH 1999, 26 juin 1999
- WWE King of the Ring, 25 juin 2000
- United States Figure Skating Championships, 14-21 janvier 2001
- Concerts de Madonna (Drowned World Tour), les 7 et 8 août 2001
- WWE Royal Rumble 2003, 19 janvier 2003
- Convention nationale démocrate (Democratic National Convention), 26-29 juillet 2004
- Final Four basket-ball NCAA féminin, 2-4 avril 2006
- WWE SummerSlam 2006, 20 août 2006
- The Hartford Hall of Fame Showcase, 1er décembre 2007
- WWE SmackDown/ECW, 11 décembre 2007
- Finales NBA, 2008 , 2010
- WWE Survivor Series 2008, 23 novembre 2008
- Concerts de Céline Dion, Madonna, The Eagles, Justin Timberlake, U2, Barbra Streisand, The Rolling Stones, The Who, Billy Joel, Simon and Garfunkel, Dane Cook, Red Hot Chili Peppers, Rod Stewart, Roger Waters, Bruce Springsteen, Rihanna et autres.
- WWE Royal Rumble 2011, 30 janvier 2011
- Concert de Madonna (The MDNA Tour), 4 septembre 2012
- WWE Night of Champions 2012, 16 septembre 2012
- Concert de Lady Gaga, The Born This Way Ball Tour, 27 février 2013
- WWE Survivors series  2013 , 24 novembre 2013
- WWE Money in The Bank 2014, 29 juin 2014
- Concert de Lady Gaga (artRAVE : The ARTPOP Ball), 30 juin 2014
- Concert de Madonna (Rebel Heart Tour), 26 septembre 2015
- Championnats du monde de patinage artistique 2016
- Rencontre de Laver Cup (Europe vs Monde), 25, 26 et 27 septembre 2020
- Laver Cup 2021
- Concerts de Madonna (The Celebration Tour), les 8 et 9 janvier 2024
- Championnats du monde de patinage artistique 2025

## Galerie

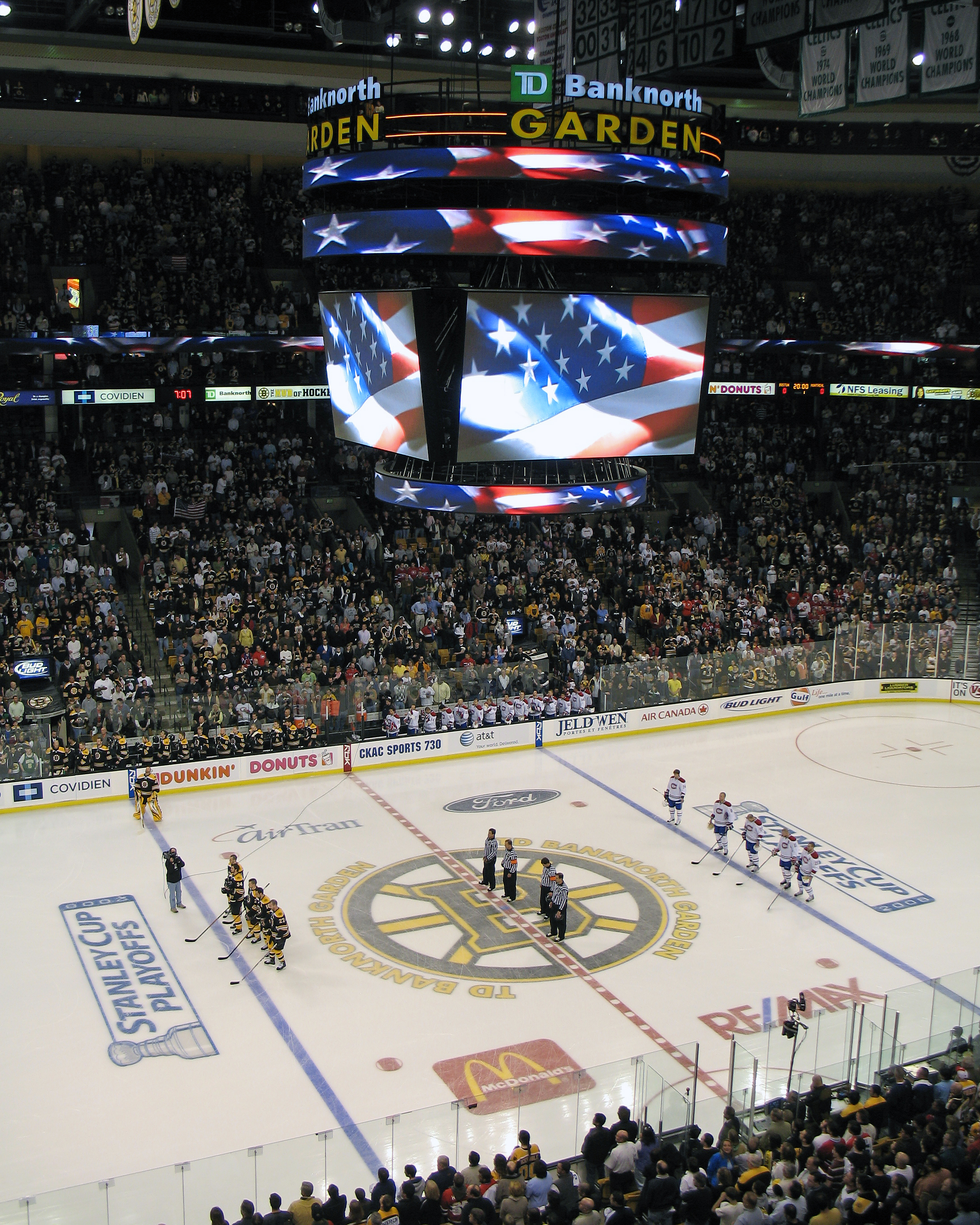
Patinoire des Bruins
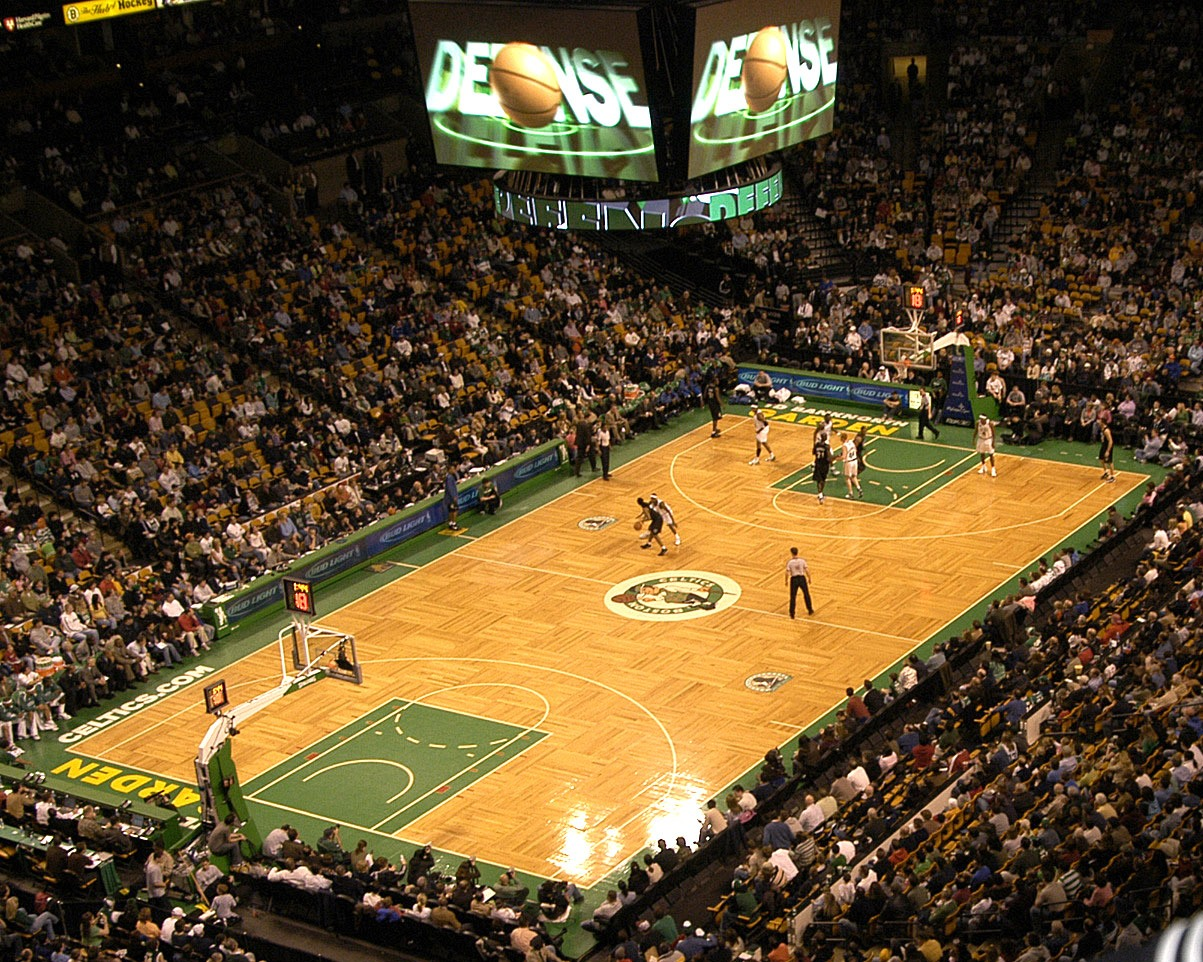
Match des Celtics
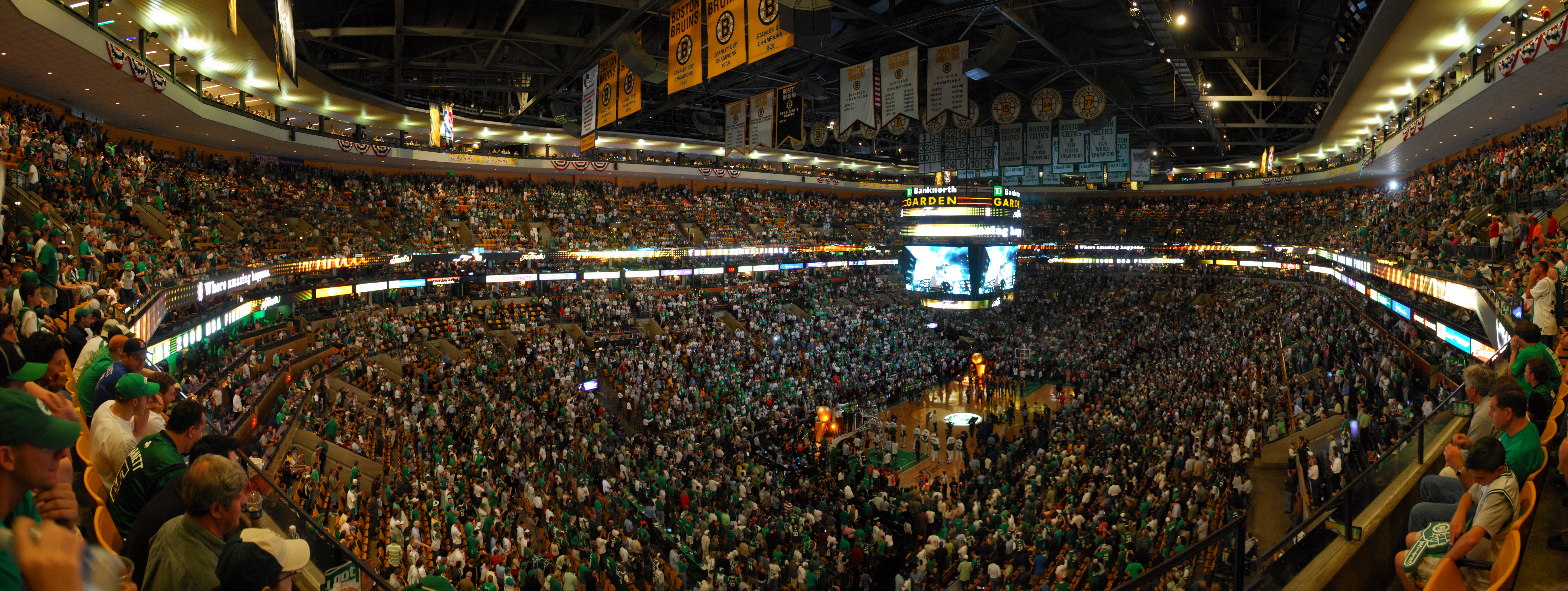
Le "Garden"
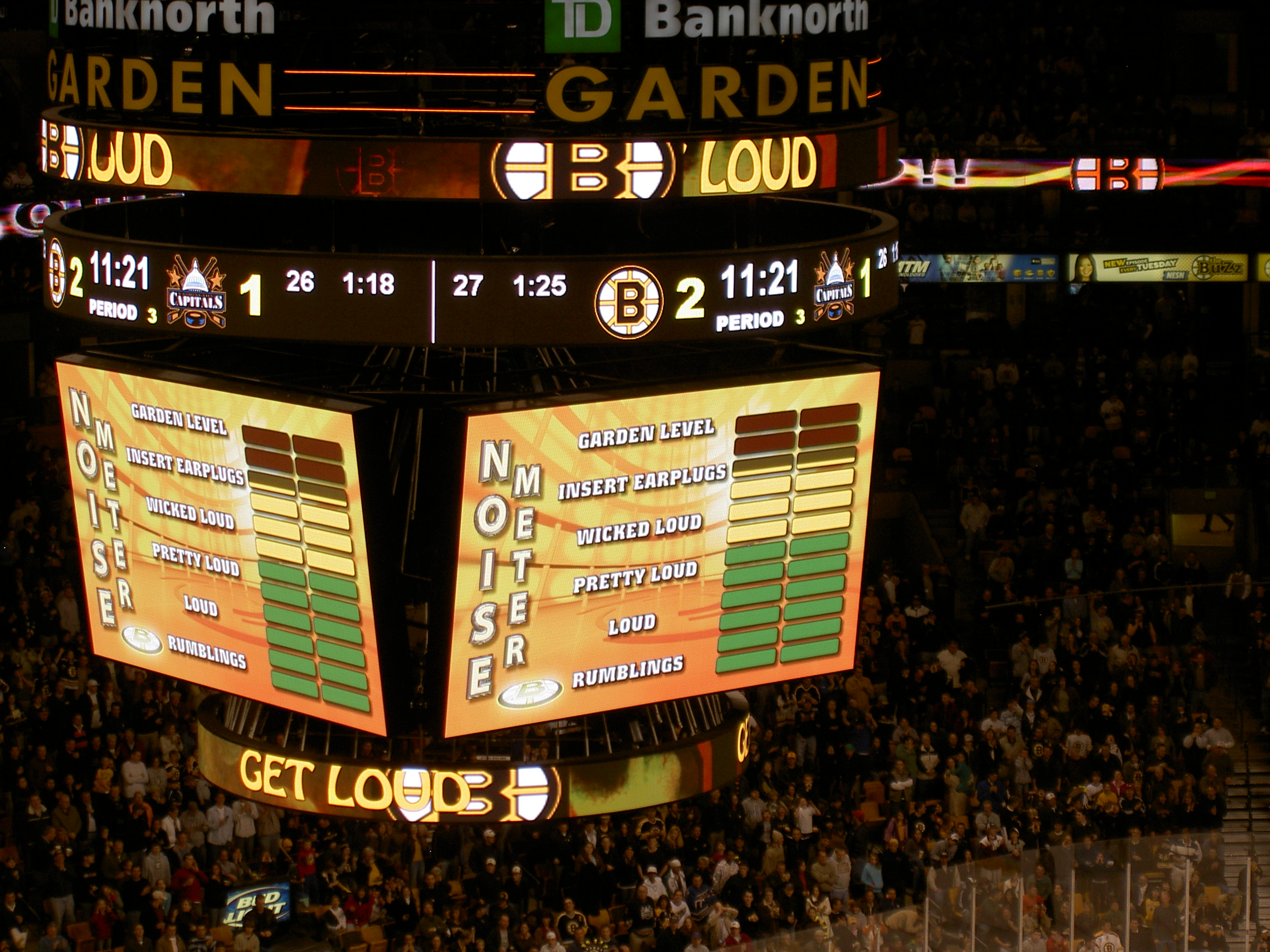
Nouveau tableau d'affichage
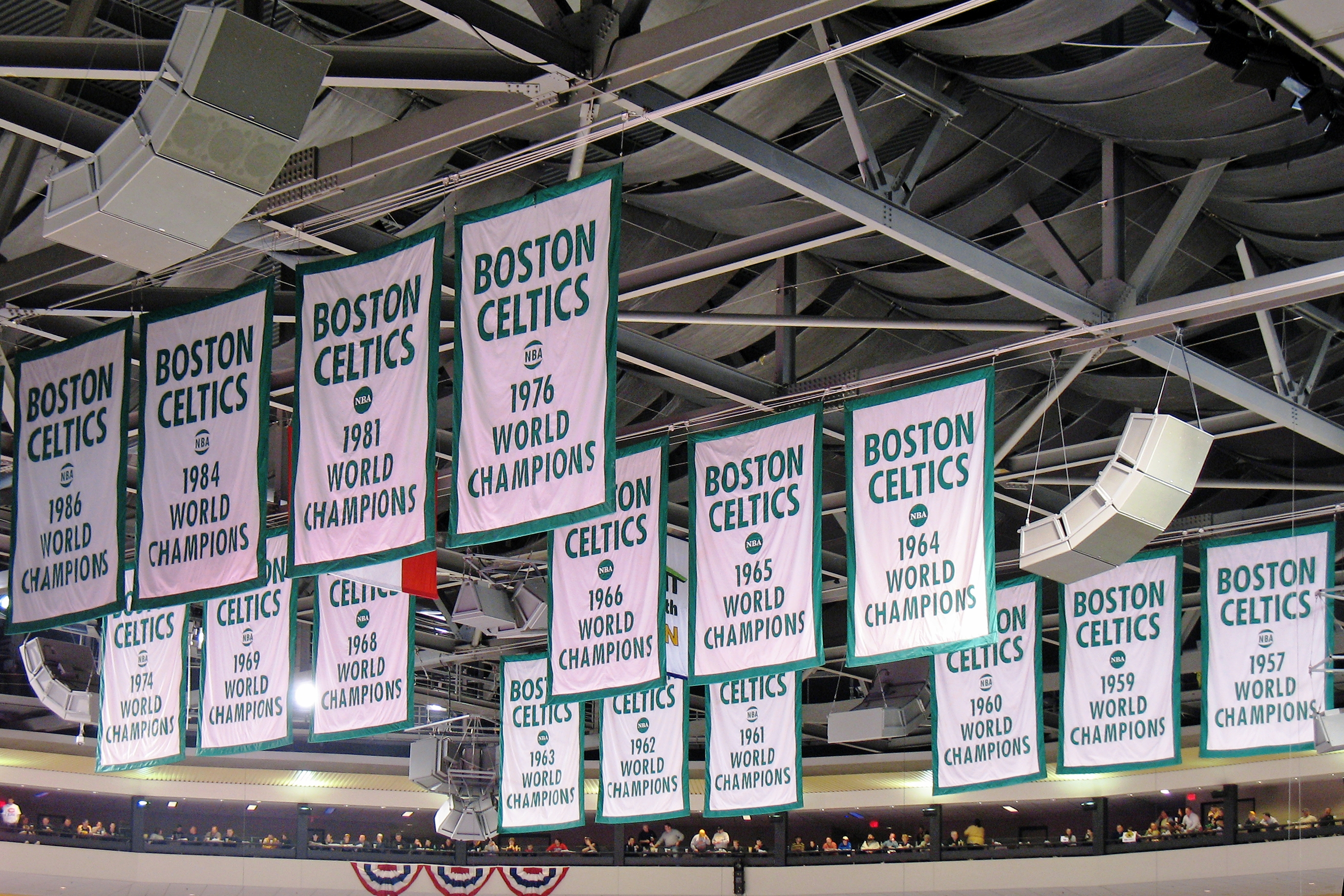
Bannières
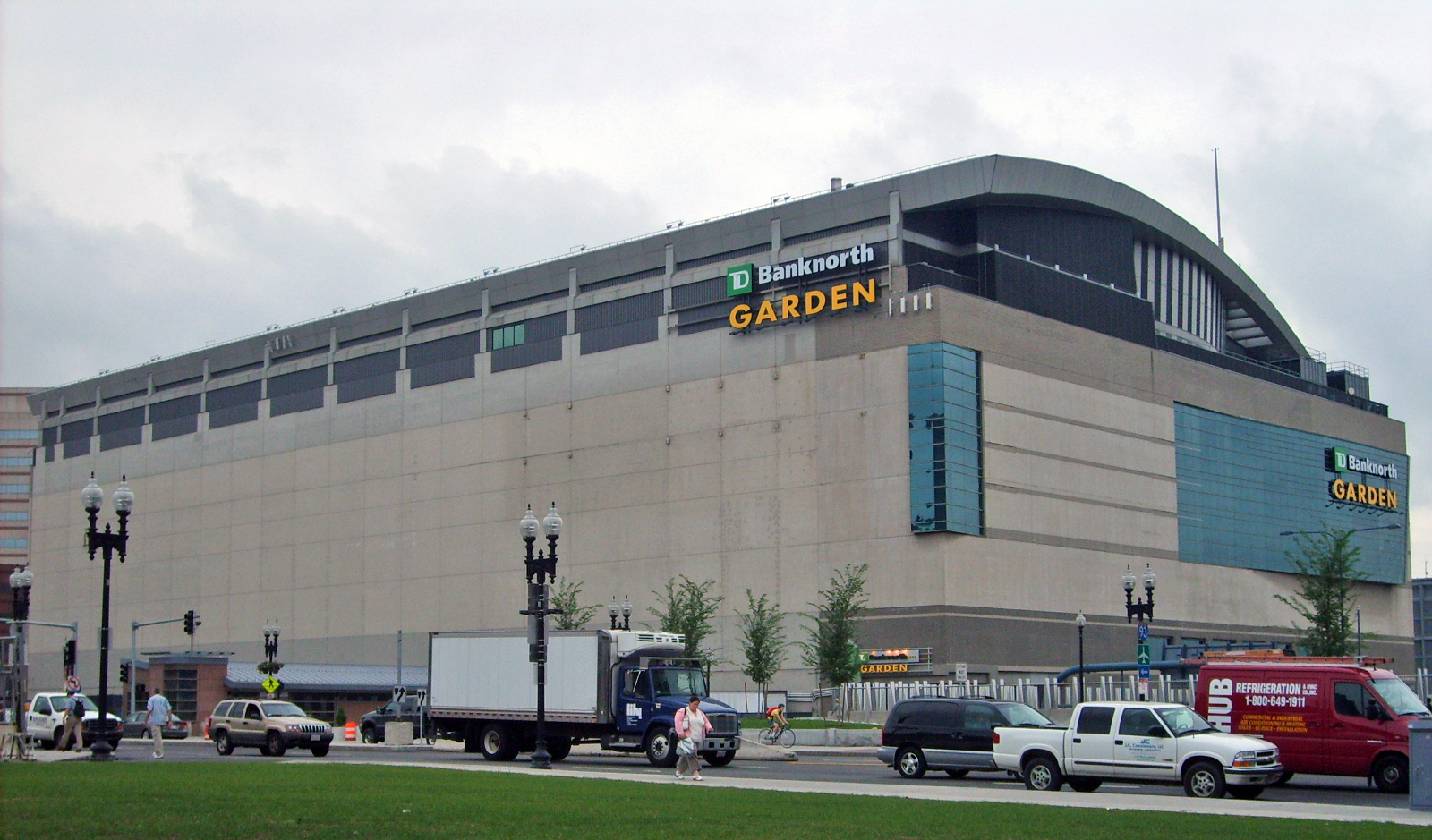
Façade exterieure
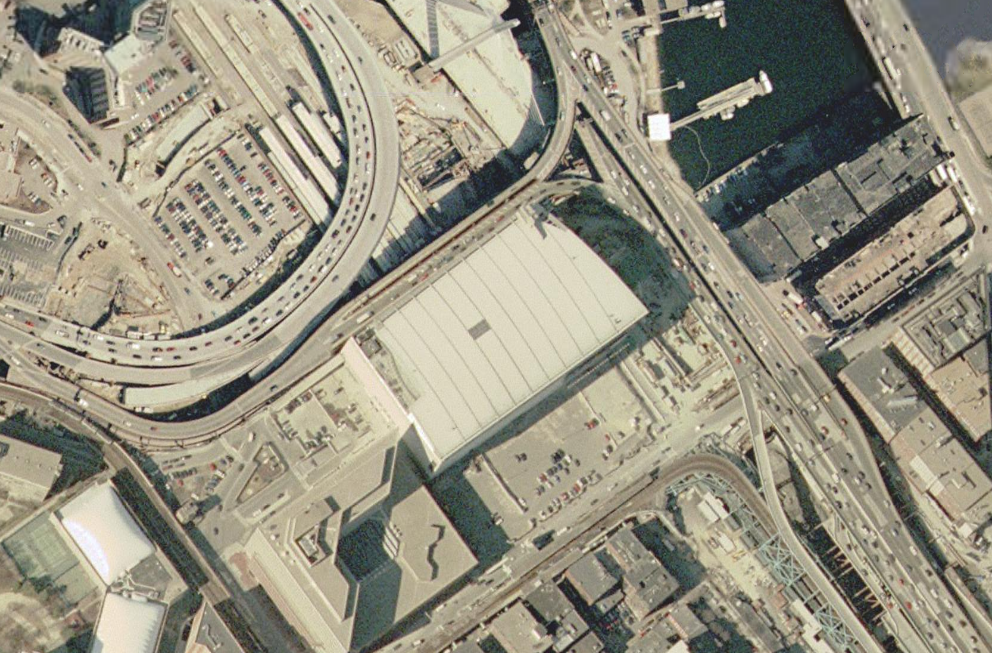
Image satellite
Ancien logo (2005-2009)